# Michael Josef Felmer
Michael Josef Felmer magyaros névalakban Felmer Mihály József (? – Nagyszeben, 1869. január 15.) erdélyi evangélikus lelkész.

## Élete
Johann Michael Felmer szenterzsébeti lelkész fia volt. A bécsi protestáns teológiai intézetben tanult 1821-ben; azután mint gimnáziumi tanár, majd mint lelkész szolgált Nagyszebenben, míg szemének gyengesége miatt nyugalomba nem vonult.

## Munkái
Historia receptae in Canonem Epistolae Jacobi Apostoli, Nagyszeben, 1832.